# Ali Brahimi
 (août 2011).
Si vous disposez d'ouvrages ou d'articles de référence ou si vous connaissez des sites web de qualité traitant du thème abordé ici, merci de compléter l'article en donnant les références utiles à sa vérifiabilité et en les liant à la section « Notes et références ».
Ali Brahimi, né en 1957 à M'chedallah en Kabylie, est un homme politique algérien de la génération des acteurs du Printemps berbère de 1980.
Issu de la gauche berbéro marxiste du milieu des années 1970, il rejoint le FFS à l'ouverture démocratique de 1989 avant de le quitter pour cause de divergence sur le contrat de Rome. Il adhérera au Rassemblement pour la culture et la démocratie (RCD) en 1998. 

## Biographie
Il est né dans une famille du mont Lalla-Khadîdja (Djurdjura). Son père, maquisard, lui avait alors donné le même prénom que le sien, certain de ne pas survivre à la « guerre de libération nationale ».
Il suivra ses études avec succès jusqu'à l'obtention de son baccalauréat, puis rejoint l'université d'Alger pour une formation en droit. Durant les années 1960 et 1970, l'Algérie connaît une fermeture quasi totale du champ politique ainsi qu'un déni total sur les questions identitaires, la langue, la culture et l'identité amazigh (Berbères). Avec un groupe d'étudiants, il mène le combat pour les libertés démocratique et linguistique, jusqu'au mois de mars 1980 où il est arrêté avec 23 camarades et envoyé devant la Cour de sûreté de l'État pour tentative de renversement du gouvernement et atteinte à la sûreté de l'État. 
Après l'avènement du multipartisme, il rejoint le FFS dont il devient membre de la direction et se présente à la première élection législative dite pluri-démocratique en Algérie. Il est élu député avec une large avance sur son opposant, le candidat du RCD, mais les élections sont annulées. 
Durant la période du terrorisme, il s'opposa à la position de son parti et dit aux populations de sa région venues requérir son avis : « s'armer pour défendre son honneur sa famille et ses biens est une légitime défense », ce qui déplaira à la direction et à Hocine Aït Ahmed. Il attendra le congrès national pour présenter sa démission du parti en compagnie d'un groupe de camarades avec entre autres Said Khelil, secrétaire général par intérim du parti à l'époque.
Ali Brahimi tenta plus tard, avec son camarade Said Khelil, de créer un parti politique, le MDC, mais en vain, le champ politique étant de nouveau verrouillé. Il rejoint dans le cadre d'une convergence le Rassemblement pour la culture et la démocratie de Saïd Sadi où il occupera plusieurs postes de responsabilité. Il participa à plusieurs colloques séminaires, anima des conférences sur l'identité amazigh ainsi que sur la situation politique à travers l'Algérie. Il enseigna l'économie et la communication à l'université, et occupa plusieurs postes de responsabilité au niveau de l’université de Bab Ezzouar (USTHB )et l’École polytechnique d’architecture et d’urbanisme d’El Harrach (EPAU). Il est connu surtout pour ses positions fermes sur la question de la démocratie et des droits de l'homme, et sa prise de position contre le terrorisme et l'extrémisme en Algérie.
Élu député à l'Assemblée populaire nationale sur la liste du RCD de la wilaya de Bouira en 2007, Ali Brahimi qui s'est présenté sur la liste ANR n'a pas réussi à se faire réélire en 2012 malgré le boycott du RCD.